# Championnat de Maurice de football 2008-2009
Navigation
Saison précédente Saison suivante
La saison 2008-2009 de Barclays League est la soixante-sixième édition de la première division mauricienne. Les one meilleures équipes du pays s'affrontent en matchs aller et retour au sein d'une poule unique. À la fin du championnat, le dernier du classement est relégué et remplacé par les deux meilleures équipes de deuxième division. 
C'est le club de Curepipe Starlight SC qui a été sacré champion de Maurice pour la troisième fois de son histoire. Le club de Curepipe, termine en tête du classement final du championnat, avec deux points d'avance sur l'AS de Vacoas-Phoenix et trois sur  Pamplemousses SC. 
Curepipe Starlight SC se qualifie pour la Ligue des champions de la CAF 2010.

## Les équipes participantes
| - Curepipe Starlight SC - AS de Vacoas-Phoenix - Pamplemousses SC - Savanne SC - AS Rivière du Rempart - AS Port-Louis 2000 | - Pointe-aux-Sables Mates - Petite Rivière Noire SC - Etoile de l'Ouest - US Beau-Bassin/Rose Hill - Sodnac Quatre-Bornes United -Promu de D2 |

## Classement
Le classement est établi sur le barème de points classique (victoire à 3 points, match nul à 1, défaite à 0).
| Rang | Équipe                          | Pts | J  | G  | N | P  | Bp | Bc | Diff |
| ---- | ------------------------------- | --- | -- | -- | - | -- | -- | -- | ---- |
| 1    | Curepipe Starlight SC (T)       | 40  | 20 | 11 | 7 | 2  | 32 | 13 | +19  |
| 2    | AS de Vacoas-Phoenix            | 38  | 20 | 10 | 8 | 2  | 27 | 16 | +11  |
| 3    | Pamplemousses SC (C)            | 37  | 20 | 11 | 4 | 5  | 44 | 15 | +29  |
| 4    | Savanne SC                      | 33  | 20 | 9  | 6 | 5  | 27 | 19 | +8   |
| 5    | AS Rivière du Rempart           | 30  | 20 | 8  | 6 | 6  | 30 | 24 | +6   |
| 6    | AS Port-Louis 2000              | 27  | 20 | 7  | 6 | 7  | 27 | 18 | +9   |
| 7    | Pointe-aux-Sables Mates         | 27  | 20 | 8  | 3 | 9  | 27 | 28 | -1   |
| 8    | Petite Rivière Noire SC         | 24  | 20 | 6  | 6 | 8  | 30 | 35 | -5   |
| 9    | Étoile de l'Ouest               | 23  | 20 | 7  | 2 | 11 | 22 | 33 | -11  |
| 10   | US Beau-Bassin/Rose Hill        | 17  | 20 | 5  | 2 | 13 | 21 | 44 | -23  |
| 11   | Sodnac Quatre-Bornes United (P) | 9   | 20 | 3  | 0 | 17 | 15 | 57 | -42  |

| Légende : Qualifications et relégations | Légende : Qualifications et relégations                                                       |
| --------------------------------------- | --------------------------------------------------------------------------------------------- |
|                                         | Qualification pour la Ligue des champions de la CAF 2010                                      |
|                                         | Qualification pour la Coupe de la confédération 2010                                          |
|                                         | Relégation directe en deuxième division                                                       |
|                                         | (T) : Tenant du titre (P) : Promu de deuxième division (C) : Vainqueur de la Coupe de Maurice |

## Bilan de la saison
| Championnat de Maurice de football 2008-2009 |                                        |
| Champion                                     | Curepipe Starlight SC (3e titre)       |
| Coupes et trophées                           |                                        |
| Vainqueur de la Coupe de Maurice 2008-2009   | Pamplemousses SC                       |
| Promotions et relégations                    |                                        |
| Promus en Barclays League                    | Faucon Flacq SC                        |
| Promus en Barclays League                    | Entente Boulet Rouge-Riche Mare Rovers |
| Relégués en First League                     | Sodnac Quatre-Bornes United            |